# Virus cúm C
Virus cúm C là loài trong chi Influenzavirus C, thuộc họ virus Orthomyxoviridae, giống như các loại virus cúm khác, gây bệnh cúm.
Virus cúm C được biết là lây nhiễm cho người và lợn.
Cúm do các loại virus cúm C gây ra là rất hiếm so với virus cúm A hoặc B, nhưng có thể nghiêm trọng và có thể gây ra dịch bệnh địa phương. Virus cúm C có 7 phân đoạn RNA và mã hóa 9 protein, trong khi virus cúm A và B có 8 phân đoạn RNA và mã hóa ít nhất 10 protein.

## Virus cúm C
Virus cúm là thành viên của họ Orthomyxoviridae. Virus cúm A, B, C và D đại diện cho bốn loại vi-rút cúm kháng nguyên. Trong số bốn loại kháng nguyên, virus cúm A là nghiêm trọng nhất, virus cúm B ít nghiêm trọng hơn nhưng vẫn có thể gây ra dịch và vi-rút cúm C thường chỉ liên quan đến các triệu chứng nhỏ.
Virus cúm D có thành phần amino acid 50% tương tự như virus cúm C, tương tự như mức độ phân kỳ giữa loại A và B, trong khi loại C và D có mức độ phân kỳ lớn hơn nhiều so với loại A và B. Influenzaviruses C và D được ước tính đã chuyển hướng từ một tổ tiên duy nhất hơn 1.500 năm trước, khoảng năm 482 sau Công nguyên.
Vi-rút cúm A có thể lây nhiễm cho nhiều loại động vật cũng như con người và vật chủ hoặc ổ chứa tự nhiên của nó là chim, trong khi vi-rút cúm B, C và D không có ổ chứa động vật. Virus cúm C không dễ dàng phân lập nên ít thông tin về loại này, nhưng các nghiên cứu cho thấy nó xảy ra trên toàn thế giới. Virus cúm C hiện có 6 dòng, ước tính đã xuất hiện vào khoảng năm 1896 sau Công nguyên.
Virus này có thể lây từ người sang người qua các bụi hô hấp hoặc do fomite (vật liệu không sống) do khả năng tồn tại trên bề mặt trong thời gian ngắn. Virus cúm có thời gian ủ bệnh tương đối ngắn (mất thời gian từ khi tiếp xúc với mầm bệnh đến khi xuất hiện các triệu chứng) trong 18 giờ72 giờ và lây nhiễm các tế bào biểu mô của đường hô hấp. Virus cúm C có xu hướng gây nhiễm trùng đường hô hấp trên mức nhẹ. Các triệu chứng giống cảm lạnh có liên quan đến vi-rút bao gồm sốt (38-40ᵒC), ho khan, chảy nước mũi (chảy nước mũi), đau đầu, đau cơ và đau nhức. Virus có thể dẫn đến nhiễm trùng nặng hơn như viêm phế quản và viêm phổi.
Sau khi một cá nhân bị nhiễm bệnh, hệ thống miễn dịch sẽ phát triển các kháng thể chống lại tác nhân truyền nhiễm đó. Đây là nguồn bảo vệ chính của cơ thể. Hầu hết trẻ em từ năm đến mười tuổi đã tạo ra kháng thể đối với virus cúm C. Cũng như tất cả các virus cúm, loại C ảnh hưởng đến mọi người ở mọi lứa tuổi, nhưng nghiêm trọng nhất ở trẻ nhỏ, người già và cá nhân có vấn đề sức khỏe tiềm ẩn. Trẻ nhỏ ít tiếp xúc trước và chưa phát triển kháng thể và người già có hệ miễn dịch kém hiệu quả. Nhiễm virus cúm có một trong những tỷ lệ tử vong có thể phòng ngừa cao nhất ở nhiều quốc gia trên thế giới.